# Vườn quốc gia El Leoncito
Vườn quốc gia El Leoncito (tiếng Tây Ban Nha: Parque Nacional El Leoncito) là một vườn quốc gia nằm ở San Juan, Argentina. Được tuyên bố là một vườn quốc gia vào ngày 18 tháng 9 năm 2002 trên cơ sở từ một khu bảo tồn thiên nhiên, nó có diện tích 89.706 ha (897,06 km2), đại diện cho tính đa dạng sinh học được bảo tồn tốt của vùng đồng cỏ núi cao Trung Andes và thảo nguyên Nam Andes, cũng như các di tích lịch sử và hóa thạch cổ sinh vật học (bao gồm cả một phần của hệ thống đường Inca). 

## Mô tả
Vườn quốc gia El Leoncito nằm trên sườn phía tây của dãy Sierra del Tontal, trong Calingasta, cách Barreal 34 km (21 dặm). Do sự cô lập khiến vườn quốc gia này có bầu không khí trong lành và quang mây, với khoảng 300 ngày trong suốt một năm không hề có mây. Vì vậy, đây là một nơi thích hợp cho việc nghiên cứu thiên văn học. Trong vườn quốc gia có Đài quan sát thiên văn Leoncito (2.483 mét) và Félix Aguilar (2.552 mét). Bảo vệ chất lượng không khí là một mối quan tâm chính của các trung tâm thiên văn học, do đó đặt ra yêu cầu về công tác quản lý đối với môi trường hệ sinh thái. Vì vậy, trong năm 1994, khu vực được đặt trong thẩm quyền quản lý của Cục Quản lý Vườn quốc gia như là một khu bảo tồn thiên nhiên nghiêm ngặt. Ngày 18 tháng 9 năm 2002, thông qua một đạo luật, nó đã chính thức trở thành một vườn quốc gia.
Khí hậu lạnh, cùng với việc băng trên các khu vực đỉnh núi cao của dãy Andes thường xuyên tan. Trong vùng đồng cỏ núi cao có thời tiết lạnh và rất khô với biên độ nhiệt độ lớn. Lượng mưa trung bình hàng năm khoảng 200 mm (7,9 in).
Vườn quốc gia này hầu như không có cơ sở hạ tầng cho khách du lịch, vì vậy khách du lịch được khuyến khích ghé thăm. Bên cạnh việc ghé thăm các đài quan sát thiên văn, tại đây còn có những con đường mòn dẫn đế các thác và suối nước.